# Marian Liszka
Marian Józef Liszka (ur. 8 grudnia 1938) – polski cieśla, poseł na Sejm PRL VII i VIII kadencji.

## Życiorys
W 1955 skończył zasadniczą szkołę zawodową w Żorach i został cieślą górniczym w kopalni w Rybniku. W 1976 uzyskał mandat posła na Sejm PRL VII kadencji. Kandydował w okręgu Rybnik z ramienia Polskiej Zjednoczonej Partii Robotniczej. Zasiadał w Komisji Górnictwa, Energetyki i Chemii oraz w Komisji Prac Ustawodawczych. W 1980 uzyskał reelekcję. Kandydował w tym samym okręgu z ramienia tej samej partii. Zasiadał w Komisji Górnictwa, Energetyki i Chemii, Komisji Prac Ustawodawczych, Komisji Skarg i Wniosków oraz w Komisji Górnictwa, Energetyki i Wykorzystania Zasobów Naturalnych. Otrzymał Srebrny i Złoty Krzyż Zasługi oraz Medal 30-lecia Polski Ludowej.